# جشنواره جهانی موسیقی مقدس
جشنواره موسیقی مقدس جهان (World Sacred Music Festival ) یک جشنواره موسیقی سالانه است که به مدت یک هفته در شهر فس مراکش برگزار می شود و عاشقان موسیقی و موسیقی دانان را از سراسر جهان در کنار هم جمع می‌نماید. این جشنواره از سال 1994 شروع به کار کرده‌است و به یکی از فستیوال‌های فرهنگی –مذهبی مبدل شده‌است که مخاطبان مختلفی را به خود جذب نموده است و روح آنان را از طریق موسیقی به یکدیگر پیوند داده‌است.
در سال 2009 ، فستیوال حول محور «درخت زندگی» به عنوان نمادی میان فرهنگ‌های مختلف بنا شد. جشنواره امسال با حضور هنرمندان بسیاری از سراسر جهان برگزارشد. از جمله خواننده لبنانی مارسل خلیفه، ستاره آمریکایی مروا رایت، گروه دراویش از قونیه ترکیه، خواننده افسانه‌ای مسیحی سلتیک سابق لورینا مک کنیس و موسیقی‌دان‌هایی از هند، ایران، اسپانیا و بسیاری کشورهای دیگر .